# Transorchestia enigmatica
Transorchestia enigmatica är en kräftdjursart som först beskrevs av Edward Lloyd Bousfield och Christopher E. Carlton 1967.  Transorchestia enigmatica ingår i släktet Transorchestia och familjen tångloppor. Inga underarter finns listade i Catalogue of Life.